# バスティーダ・デ・ドッシ
バスティーダ・デ・ドッシ（伊: Bastida de' Dossi）は、イタリア共和国ロンバルディア州パヴィーア県コルナーレ・エ・バスティーダにある分離集落（フラツィオーネ）。
かつては独立した自治体（コムーネ）であったが、2014年2月4日、コルナーレと合併し、新自治体の一部となった。

## 地理

### 位置・広がり

#### 隣接コムーネ
コムーネとしてのバスティーダ・デ・ドッシは、以下のコムーネと隣接していた。
- カゼイ・ジェローラ
- コラーナ
- コルナーレ
- メッツァーナ・ビーリ
- サンナッツァーロ・デ・ブルゴンディ
- シルヴァーノ・ピエトラ